# Andryala
Andryala là một chi thực vật có hoa trong họ Cúc (Asteraceae).

## Loài
Chi Andryala gồm các loài: